# Inwersja (muzyka)
Inwersja w muzyce dotyczy odwrócenia kierunku interwału (wznoszącego się na odpowiadający mu interwał opadający i odwrotnie). Używana była przy kolejnych wejściach tematów w formach polifonii imitacyjnej, takich jak: kanon i fuga. Często łączyła się z augmentacją lub dyminucją.